# Anna Maria Ravell i Barrera
Anna Maria Ravell i Barrera (Arenys de Mar, 1819 - Argentona, 1893) va ser una religiosa de la família franciscana, fundadora de l'Institut de Franciscanes Missioneres de la Immaculada Concepció. Va ser proclamada serventa de Déu per l'Església catòlica.

## Biografia
Nascuda a Arenys de Mar el 5 de maig de 1819 en el si d'una família fervorosament cristiana i de devoció franciscana. El seu pare, farmacèutic, es traslladà a Mataró per tal que els seus set fills (sis dels quals eren noies) poguessin estudiar-hi. Hi va viure i va adonar-se que, cap al 1835, un vuitanta per cent de les joves eren analfabetes, naixent llavors el desig de posar remei a aquesta situació i d'ensenyar.
El 1847, ingressa a la comunitat religiosa de la Sagrada Família de Bordeus a Mataró i comença la seva carrera com a ajudant mestra al col·legi La Concepció del Masnou. Per causes internes de la congregació, abandonà el lloc per exercir magisteri de nenes i dones en altres escoles; el 1852, s'examinà i aprovà les oposicions de mestra d'Instrucció primària. A partir d'aleshores ensenyà en diverses escoles i ingressà a l'Orde Tercer de Sant Francesc.

### Fundació de l'Institut de Franciscanes Missioneres de la Immaculada Concepció
Després d'uns anys de silenci i meditació de la seva vocació, juntament amb tres companyes que compartien la seva idea d'apartar la dona de la marginació, comencen a viure el seu objectiu: viure l'Evangeli en pobresa, castedat i obediència, i donar resposta evangèlica als drets humans dels homes. El seu cosí, Pascual Ravell, catedràtic del Seminari de Barcelona, li obre una porta quan presenta al poble de la Garriga les seves idees i s'hi estableix com a mestra de nenes, ja que en aquell moment no hi havia cap escola per a elles: el 1857, Anna Maria i les seves companyes obren l'escola en una casa pobra i deixada i hi comencen la labor educativa.
Ramon Boldú i Nogués, franciscà exclaustrat al servei de la diòcesi de Barcelona va participar plenament des del primer moment amb els ideals i principis d'Anna Maria Ravell, començant a treballar junts per lluitar contra la descristianització de la joventut i decidint de formar una congregació religiosa que s'hi dediqués, en el marc del Tercer Orde Franciscà. El 3 de març de 1859, Anna M. Ravell i les seves tres companyes, Dolors Roca, Maria Parcerisas i Margarita Candelich, funden la societat civil Col·legi de la Concepció, obligant-se a viure en comunitat durant deu anys, ja que la legislació vigent prohibia de fundar noves congregacions religioses; l'agost vestien l'hàbit de les terceres de Sant Francesc, optant així pel carisma franciscà per a l'obra. Un any després, passat el noviciat, demanaren al comissari provincial franciscà d'ésser admeses a la professió de la regla. Així, el 30 d'octubre de 1859, a la parròquia de Sant Esteve de la Garriga, va néixer l'Institut de Franciscanes Missioneres de la Immaculada Concepció, fundat per Ravell i Boldú. El reconeixement diocesà del seu institut es va fer quan l'Estat obrí la possibilitat a noves congregacions religioses; el 12 de març de 1869 el bisbe de Barcelona dona el decret d'aprovació de l'institut.
Després de tres anys de magisteri en la seva escola privada, el 1860 Ravell pren possessió de l'escola pública de la Garriga, a petició de l'Ajuntament, però el 1870 és destituïda del càrrec per haver-se negat a acatar la constitució de 5 de juny de 1869, que en el seu article 21, proclamava la llibertat de cultes i prohibia l'admissió de novícies en els nous instituts, actitud contrària a la de l'Església Catòlica. La separació de l'escola pública desemboca en l'expansió del seu institut; en pocs anys, sota el seu lema "Tota fundació religiosa començada amb senzillesa i santa pobresa té segura la seva fermesa", Ravell obre dotze cases. El 1883 envia les seves filles a les missions del Marroc i cinc anys més tard es dediquen a la cura dels malalts a l'Hospital Espanyol de Tànger.
L'Església reconeix la seva obra i el papa Lleó XIII concedeix el decret de lloança a la fundació el juliol de 1891. A les set del matí del 4 de juny del 1893, a Argentona, Anna M. Ravell morí, amb 74 anys i 34 de vida religiosa.
L'Institut de Franciscanes Missioneres de la Immaculada Concepció ha promogut que s'iniciés la causa de beatificació de la fundadora, presentada a la diòcesi de Barcelona.